# 人民火大行動聯盟
人民火大行動聯盟，簡稱火盟，是台灣的一個左翼社會運動組織，主要參與勞工權益、妓權、移民者、同志權利、原民權、環境保護等議題。
火盟並未正式登記為政黨，但自2002年（仍是工人立法行動委員會時期）起開始推派參與工運等社會運動經驗非常資深的人參選縣市議員、立法委員和市長。火盟參選方式較像是政治實驗，由一位揪團人尋找一群理念相同者共同出資並推出一位候選人，該候選人選前必須簽訂「民主契約」和「離職同意書」，如果成功當選後沒有實現承諾必須辭職下台。
火盟的行動範圍主要於台北、基隆兩地，其基隆辦公室自2011年開始發行刊物《打火石》。2011年，火盟成員向內政部登記成為政黨「人民民主陣線」，其運作方式如同火盟。2014年3月，由於成員之間對於批判及執行路線產生歧見，火盟與民陣正式分裂，互不隸屬。

## 政治理念
- 「互負責任、集體共決、履約保證」
- 以「募人、募錢、募政見」來改變選民與候選人之間的關係
- 火盟多次強調，他們不是只把目標放在當選，他們更要「人民參與」，因此非常注重選舉過程。

## 歷史
1992年基隆客運罷工事件後，鄭村棋、吳永毅等工運人士組成「工人立法行動委員會」，並曾在1997年組織台北市公娼自救會並參加反廢娼運動。並數度以社運力量介入總統大選：1995年發起「工人與總統有約」運動；2004年則發起「百萬廢票運動」，當時有33萬張廢票，比兩大黨（中國國民黨與民主進步黨）候選人票數差還大。
2007年工委會成員改組成「火盟」，火盟發起人為王醒之、柯逸民、賴香伶、何燕堂。在每年「秋鬥」及五一勞動節，火盟皆會上街示威遊行。2011年，火盟也是「430向日葵廢核行動」發起組織之一；並緊接著在隔日五一勞動節在行政院前抗議「人民百怨」並呼籲台灣人民別再被兩大黨操弄，估計約有三百人到場。
火盟亦與日日春關懷互助協會、白刷刷黑戶人權行動聯盟、台灣國際勞工協會、台灣國際家庭互助協會、中華民國工作傷害受害人協會等社運組織關係密切，許多成員皆同時互相支援。
2014年12月14日，台北市長當選人柯文哲所推動的台北市政府勞動局局長市民票選中，台北市產業總工會推薦的火盟成員賴香伶獲得最高分（5995分），12月25日就任。

## 人民民主．人民老大參政團
人民火大行動聯盟會先邀請一位「揪團人」，該揪團人通常參與某一領域的社運十年以上‧並曾任相關非營利組織、社會團體要職。參與該團者稱為「人民老大」，通常由社運人士、老師、大學教授、學生等一般各行各業的人所組成，並集體開會討論、溝通和表決決定該參政團之政見、參選方式以及由誰參選，每位參加者需付500至2,000元新台幣不等以當作參選所需要之保證金。若保證金無法湊齊將先向火盟內部借調，日後再以民眾捐款償還。
共同推派之候選人必須簽訂「民主契約」，如果成功當選，其公職收入、聘用助理或選舉達到門檻所得之選舉補助金皆需由該參政團所有人投票討論決定，當選人每月需向其所屬之公民參政團公佈工作報告，候選人還要先簽下「離職同意書」，如果成功當選後違反承諾，必須辭職下台。

### 參選歷程
2002年工委會與日日春關懷互助協會首次推出日日春祕書長王芳萍參選台北市議員。
2004年開始推動「直接民權代議制」參選，投入2004年立法委員選舉；由於火盟並未登記成政黨，因此無法參加不分區立委選舉，於是2008年立法委員選舉火盟與中左翼環保政黨綠黨合作，推出兩名區域立委候選人以綠黨名義登記，並在綠黨不分區名單內排進一名候選人（順位第四），這不僅是火盟首次參加不分區立委選舉，也是臺灣首次有環保與工運勢力結盟成「綠紅聯盟」參選。
2010年底成立「人民民主．人民老大參政團」，並成立人民民主陣線參加2012年中華民國立法委員選舉。2014年，火盟與民陣兩者因理念路線的歧見而宣告正式分裂。

## 參選結果
2011年以後之選舉請閱條目人民民主陣線。

### 立法委員選舉
- 區域立委（2008年火盟與綠黨合組綠紅聯盟參選，因此以綠黨名義登記。）

| 年份   | 選區           | 候選人 | 涵蓋領域           | 得票數 | 得票比例 | 當選標記 |
| ------ | -------------- | ------ | ------------------ | ------ | -------- | -------- |
| 2004年 | 台北市第二選區 | 王芳萍 | 妓權               | 583    | 0.1%     |          |
| 2004年 | 臺北縣第三選區 | 張通賢 | 勞工運動           | 257    | 0.05%    |          |
| 2008年 | 基隆市         | 王醒之 | 勞工運動           | 3426   | 2.35%    |          |
| 2008年 | 臺北市第四選區 | 柯逸民 | 勞工運動、選制改革 | 1580   | 0.93%    |          |

- 不分區立委（與綠黨合組綠紅聯盟參選，因此不分區名單第四位的王芳萍為火盟推薦，以綠黨名義登記。）

| 年份   | 登記、合作政黨名 | 候選人                                     | 得票數 | 得票比例 | 得票率最高前三個縣市                              | 得票率最低後三個縣市、無得票之鄉鎮市區                                | 當選者 |
| ------ | ---------------- | ------------------------------------------ | ------ | -------- | ------------------------------------------------- | --------------------------------------------------------------------- | ------ |
| 2008年 | 台灣綠黨         | 陳曼麗、張輝山、張宏林、王芳萍（綠紅聯盟） | 58473  | 0.6%     | 台北市（1.01%）、花蓮縣（0.94%）、嘉義市（0.81%） | 連江縣（0.19%）、金門縣（0.3%）、苗栗縣（0.37%）；金門縣烏坵鄉（0票） |        |

### 縣市長
| 年份   | 選區           | 候選人 | 涵蓋領域 | 得票數 | 得票比例 | 當選標記 |
| ------ | -------------- | ------ | -------- | ------ | -------- | -------- |
| 2007年 | 基隆市（補選） | 張通賢 | 勞工運動 | 1105   | 0.93%    |          |

### 直轄市議員與縣市議員
| 年份   | 選區                               | 候選人         | 涵蓋領域       | 得票數 | 得票比例 | 當選標記 |
| ------ | ---------------------------------- | -------------- | -------------- | ------ | -------- | -------- |
| 2010年 | 臺北市第二選舉區（內湖區、南港區） | 洪連佐         | 勞工運動       | 265    | 0.13%    |          |
| 2010年 | 臺北市第五選舉區（中正區、萬華區） | 鍾君竺         | 妓權           | 443    | 0.23%    |          |
| 2010年 | 臺北市第六選舉區（大安區、文山區） | 王蘋           | 同志權利、妓權 | 921    | 0.31%    |          |
| 2010年 | 新北市第六選舉區（中和區）         | 李素楨         | 身心障礙者權益 | 1476   | 1.18%    |          |
| 2010年 | 新北市第十二選舉區（平地原住民）   | 拔耐．茹妮老王 | 原民權         | 177    | 1.43%    |          |

## 外部連結
- 市議員無人當選，成績有差：綠黨亮眼、火盟黯淡 （页面存档备份，存于）
- 互負責任、集體共決、履約保證延續人民老大運動，五都選舉 【火盟】十組參政團揪團人出爐 （页面存档备份，存于）
- 五都選舉 火盟推人民老大參選 （页面存档备份，存于）
- 人民火大行動聯盟的Facebook專頁